# Diocesi di São Mateus
La diocesi di São Mateus (in latino: Dioecesis Sancti Matthaei) è una sede della Chiesa cattolica in Brasile suffraganea dell'arcidiocesi di Vitória. Nel 2022 contava 314.803 battezzati su 524.673 abitanti. È retta dal vescovo Paulo Bosi Dal'Bó.

## Territorio
La diocesi comprende 19 comuni dello stato brasiliano di Espírito Santo: São Mateus, Água Doce do Norte, Águia Branca, Alto Rio Novo, Barra de São Francisco, Boa Esperança, Conceição da Barra, Ecoporanga, Jaguaré, Mantenópolis, Montanha, Mucurici, Nova Venécia, Pedro Canário, Pinheiros, Ponto Belo, São Gabriel da Palha, Vila Pavão e Vila Valério.
Sede vescovile è la città di São Mateus, dove si trova la cattedrale di San Matteo.
Il territorio si estende su 15.495 km² ed è suddiviso in 26 parrocchie, raggruppate in 4 foranie: Baiana, Capixaba, Mineira. Praiana.

## Storia
La diocesi è stata eretta il 16 febbraio 1958 con la bolla Cum territorium di papa Pio XII, ricavandone il territorio dalla diocesi di Espírito Santo, che contestualmente è stata elevata al rango di arcidiocesi metropolitana con il nome di arcidiocesi di Vitória.
Il 28 novembre 1997 in forza del decreto Quo aptius della Congregazione per i vescovi ha acquisito parte del comune di Vila Valério dalla diocesi di Colatina.

## Cronotassi dei vescovi
Si omettono i periodi di sede vacante non superiori ai 2 anni o non storicamente accertati.
- José Maria Dalvit, M.C.C.I. † (9 maggio 1959 - 14 maggio 1970 dimesso[2])
- Aldo Gerna, M.C.C.I. (18 maggio 1971 - 3 ottobre 2007 ritirato)
- Zanoni Demettino Castro (3 ottobre 2007 - 3 dicembre 2014 nominato arcivescovo coadiutore di Feira de Santana)
- Paulo Bosi Dal'Bó, dal 21 ottobre 2015

## Statistiche
La diocesi nel 2022 su una popolazione di 524.673 persone contava 314.803 battezzati, corrispondenti al 60,0% del totale.
| anno | popolazione | popolazione | popolazione | presbiteri | presbiteri | presbiteri | presbiteri                | diaconi | religiosi | religiosi | parrocchie |
| anno | battezzati  | totale      | %           | numero     | secolari   | regolari   | battezzati per presbitero | diaconi | uomini    | donne     | parrocchie |
| ---- | ----------- | ----------- | ----------- | ---------- | ---------- | ---------- | ------------------------- | ------- | --------- | --------- | ---------- |
| 1966 | 50.000      | 300.000     | 16,7        | 37         | 6          | 31         | 1.351                     |         | 6         | 29        | 12         |
| 1968 | 270.000     | 300.000     | 90,0        | 35         | 8          | 27         | 7.714                     |         | 34        | 35        | 14         |
| 1976 | 280.000     | 346.911     | 80,7        | 25         | 5          | 20         | 11.200                    |         | 22        | 32        | 14         |
| 1980 | 332.000     | 356.000     | 93,3        | 22         | 4          | 18         | 15.090                    |         | 19        | 35        | 13         |
| 1990 | 425.000     | 452.000     | 94,0        | 27         | 12         | 15         | 15.740                    |         | 16        | 43        | 16         |
| 1999 | 308.000     | 408.000     | 75,5        | 30         | 16         | 14         | 10.266                    |         | 14        | 45        | 16         |
| 2000 | 308.000     | 414.814     | 74,3        | 31         | 16         | 15         | 9.935                     |         | 15        | 46        | 18         |
| 2001 | 308.000     | 416.942     | 73,9        | 30         | 15         | 15         | 10.266                    |         | 15        | 44        | 19         |
| 2002 | 296.843     | 389.589     | 76,2        | 32         | 16         | 16         | 9.276                     |         | 16        | 42        | 19         |
| 2003 | 300.555     | 424.312     | 70,8        | 33         | 16         | 17         | 9.107                     |         | 17        | 35        | 19         |
| 2004 | 304.426     | 428.339     | 71,1        | 33         | 16         | 17         | 9.225                     |         | 17        | 38        | 19         |
| 2010 | 328.000     | 459.000     | 71,5        | 39         | 24         | 15         | 8.410                     |         | 15        | 39        | 20         |
| 2014 | 350.120     | 500.172     | 70,0        | 41         | 32         | 9          | 8.539                     |         | 9         | 23        | 21         |
| 2017 | 360.225     | 514.606     | 70,0        | 45         | 36         | 9          | 8.005                     |         | 9         | 23        | 21         |
| 2020 | 360.700     | 515.267     | 70,0        | 41         | 35         | 6          | 8.797                     |         | 24        | 23        | 26         |
| 2022 | 314.803     | 524.673     | 60,0        | 43         | 39         | 4          | 7.321                     |         | 21        | 23        | 26         |